# Mike Lindell
Michael James "Mike" Lindell (sinh ngày 28 tháng 6 năm 1961) là một doanh nhân người Mỹ. Anh ấy là người sáng lập và Giám đốc điều hành của My Pillow, Inc.

## Tiểu sử
Lindell tên khai sinh là Michael James Lindell, sinh ra ở Mankato, Minnesota vào ngày 28 tháng 6 năm 1961.